# BENNY'S
BENNY'S（ベニー、4月6日 - ）は、日本の漫画家。主に成人向け漫画、ボーイズラブ漫画を手掛ける。また、相棒である井ノ本リカ子と共同で同人サークル「天下一ベイビーズ」を運営し、コミックマーケットなどで同人誌の頒布も行っている。

## 作品リスト

### 成人向け
1. 『泉家のおくさま』 （2000年2月発売、司書房〈つかさコミックス〉、ISBN 4-8128-0378-0）
2. 『桃色西遊記』 （2001年4月発売、司書房〈つかさコミックス〉、ISBN 4-8128-0554-6）
3. 『真夜中の女神』 （2001年9月発売、童夢舎〈ぴゅあコミック〉、ISBN 4-87693-776-1）
4. 『SWEET LESSON』 （2003年1月17日発売[2]、司書房〈つかさコミックス〉、ISBN 4-8128-0858-8）
5. 『う・わ・さ・のコスプレメイト』 （2003年2月8日発売[2]、司書房〈つかさコミックス〉、ISBN 4-8128-0870-7）
6. 『ぷにねえ』 （2004年9月29日発売[3]、晋遊舎〈晋遊舎コミックス〉、ISBN 4-88380-430-5）
7. 『らぶねえ』 （2005年8月19日発売[4]、晋遊舎〈晋遊舎コミックス〉、ISBN 4-88380-490-9）
  - 『らぶねえ 新装版』 （2007年8月25日発売[5]、マックス〈ポプリコミックス〉、ISBN 978-4-90349-139-4）
8. 『みるく♡ぱい』 （2006年3月発売、司書房〈つかさコミックス〉、ISBN 4-8128-1381-6）
9. 『もえねえ』 （2006年7月発売、晋遊舎〈晋遊舎コミックス〉、ISBN 4-88380-553-0）
  - 『もえねえ 新装版』 （2011年8月25日発売[6]、マックス〈ポプリコミックス〉、ISBN 978-4-8637-9050-6）
10. 『こいねえ』 （2007年8月25日発売[7]、マックス〈ポプリコミックス〉、ISBN 978-4-903491-37-0）
11. 『おねえちゃん♥あそーと』 （2008年7月25日発売[8]、マックス〈ポプリコミックス〉、ISBN 978-4-903491-74-5）
12. 『ぷるぷるっ娘♥』 （2009年8月27日発売[9]、マックス〈ポプリコミックス〉、ISBN 978-4-8637-9005-6）
13. 『らぶえろっ娘♥』 （2010年10月27日発売[10]、マックス〈ポプリコミックス〉、ISBN 978-4-8637-9032-2）
14. 『おねだりおんなのこ』 （2012年1月26日発売[11]、マックス〈ポプリコミックス〉、ISBN 978-4-86379-061-2）
15. 『おねえさんのおく』 （2013年5月23日発売[12]、マックス〈ポプリコミックス〉、ISBN 978-4-86379-090-2）
16. 『オトコのコプレイ♥』 （2014年3月20日発売[13]、メディアックス〈MDコミックスNEO〉、ISBN 978-4-86201-265-4）
17. 『らぶらぶ♥ちゅー』 （2015年10月発売、久保書店〈ワールドコミックススペシャル〉、ISBN 978-4-76593-597-5）
18. 『オトコのコいじり♥』 （2016年4月27日発売[14]、メディアックス〈MDコミックスNEO〉、ISBN 978-4-86201-568-6）
19. 『たべごろ♥MIX』 （2017年6月27日発売[15]、メディアックス〈MDコミックスNEO〉、ISBN 978-4-86201-847-2）
20. 『小悪魔♥天使ちゃん』 （2019年9月27日発売[16]、メディアックス〈MDコミックスNEO EROS BOYS COMICS〉、ISBN 978-4-86674-598-5）
21. 『性感母娘味』 （2021年1月27日発売、メディアックス〈MDコミックスNEO〉、ISBN 978-4-86674-643-2）
22. 『オトコのコ撮影会♥』 （2021年2月26日発売[17]、メディアックス〈MDコミックスNEO EROS BOYS COMICS〉、ISBN 978-4-86674-645-6）

### ボーイズラブ
1. 『かわい子ちゃんは男好き』 （1999年2月発売、松文館〈別冊エースファイブコミックス〉、ISBN 4-7901-0403-6）
2. 『可愛いダーリン』 （2004年10月15日発売[18]、松文館〈ダイヤモンドコミックス〉、ISBN 4-7901-1350-7）
3. 『ちゅ♥ちゅ』 （2005年2月17日発売[18]、松文館〈ダイヤモンドコミックス〉、ISBN 4-7901-1421-X）
4. 『ANIMAL PLAY』 （2006年11月21日発売[18]、松文館〈ダイヤモンドコミックス〉、ISBN 4-7901-1844-4）
5. 『おとこのこ×おとこのこ』 （2008年7月28日発売[18]、松文館〈ダイヤモンドコミックス ショタコミcollection〉、ISBN 978-4-7901-2146-6）
6. 『カジュアルH』 （2009年6月27日発売[19]、新書館〈ディアプラスコミックス〉、ISBN 978-4-403-66251-5）

### 一般向け
- 「同棲ちゅう!」 （一迅社『月刊ComicREX』2011年6月号、読み切り）